# Pegylis kenyensis
Pegylis kenyensis är en skalbaggsart som beskrevs av Decelle 1968. Pegylis kenyensis ingår i släktet Pegylis och familjen Melolonthidae. Inga underarter finns listade i Catalogue of Life.